# 札幌酒精工業
札幌酒精工業株式會社（日语：／），簡稱札幌酒精工業，1933年10月27日在北海道成立，總部位於北海道札幌市西区發寒10条1丁目1番１号，主要生產甲醇及乙醇食用酒精產品。
現時董事長為大木甫。该公司和札幌啤酒，以及札幌控股无關。

## 外部連結
- 札幌酒精工業株式會社 （页面存档备份，存于）